# Camillo Costanzo
Camillo Costanzo (Bovalino, novembre 1571 – Hirado, 15 settembre 1622) è stato un gesuita e missionario italiano venerato come beato dalla Chiesa cattolica.

## Biografia

### Origini e formazione
Camillo Costanzo nacque nel novembre del 1571 a Bovalino Superiore (frazione dell'odierna Bovalino) da una nobile famiglia.  I suoi genitori, Tommaso Costanzo e Violante Montana, erano aristocratici originari di Cosenza, mentre tre suoi zii materni avevano partecipato alla battaglia di Lepanto contro la flotta ottomana, imbarcati sulla galea armata dal conte Vincenzo Marullo, feudatario di Bovalino. 
Dopo i primi insegnamenti ricevuti a Bovalino, il giovane Camillo studiò diritto civile presso l'Università di Napoli; conseguita la laurea, si arruolò come soldato tra le milizie del generale Ambrogio Spinola, partecipando all'assedio di Ostenda, nelle Fiandre. Ritornato in Italia, all'età di 20 anni decise di entrare nel collegio della Compagnia di Gesù a Napoli. Da qui, nel 1593 Costanzo si trasferì nel collegio di Nola, per poi insegnare quattro anni dopo grammatica nel collegio di Salerno, dentro il quale nel 1601 divenne responsabile dell'oratorio.

### La missione in Estremo Oriente
L'anno dopo la nomina, nel 1602, all'età di 30 anni, Costanzo venne ordinato sacerdote e decise spontaneamente di partire missionario per la Cina: giunse a Macao nel marzo del 1605 ma, poiché i portoghesi impedivano ai missionari italiani di proseguire all'interno dell'Impero cinese, si diresse in Giappone, altra terra dove fioriva la missione evangelizzatrice dei Gesuiti.
Dopo aver superato una formidabile tempesta, il gesuita calabrese sbarcò a Nagasaki il 17 agosto 1605: una volta giunto, studiata per un anno la lingua, ebbe come mete assegnate per l'evangelizzazione prima il feudo di Buzen, nel Kyushu, poi la città di Sakai, presso Osaka, dove in sei anni convertì più di 800 persone, di cui solo quattro o cinque rinnegarono la fede. Aveva in programma anche di recarsi nell'Hokkaido per evangelizzare la minoranza degli Ainu, ma il mutato clima politico fece naufragare le sue aspettative. 
In quel tempo, infatti, lo shogunato Tokugawa, che da pochi anni controllava il Giappone, stava iniziando a non vedere di buon occhio i missionari cristiani, poiché temeva che la nuova fede potesse nuocere alle stesse fondamenta della società feudale giapponese. Di conseguenza, con l'editto del 27 gennaio 1614, il cristianesimo fu proibito, i missionari stranieri vennero cacciati dalle isole nipponiche e i giapponesi convertiti dovettero abiurare, pena la morte. 
A causa di questa persecuzione, Camillo Costanzo fu costretto a tornare a Macao, dove rimase sette anni, scrivendo in perfetto giapponese quindici libri per confutare gli errori dei testi sacri a Buddha, e due testi di apologia della fede cristiana, diffusi in Siam, in Cina e nel Giappone. Lo studioso Humbertclaude ha inoltre avanzato l'ipotesi che il missionario calabrese sarebbe l'autore della confutazione del confucianesimo, seconda delle tre parti di cui si compone l'opera Myōtei Mondō (Dialogo fra le due dame Myushu e Yutei), un'apologetica elementare della religione cristiana composta nel 1605 e attribuita al gesuita giapponese Fucan Fabian, che si sarebbe limitato a metter in buono stile giapponese il testo preparato dal Costanzo.

### Il martirio
Deciso a non lasciare da soli i giapponesi cattolici vittime di persecuzioni, nel 1621 Costanzo decise di tornare in Giappone, travestendosi da soldato e imbarcandosi su una nave diretta a Nagasaki: il comandante del bastimento però lo riconobbe, ma essendo anch'egli cristiano decise di non denunciarlo alle autorità giapponesi, facendolo sbarcare in un luogo deserto nel feudo di Hizen. Quindi, grazie alla complicità dei cristiani locali, riuscì a sfuggire diverse volte all'arresto, spostandosi da Fudōyma a Karatsu, da Firando (l'odierna Hirado) all'isola di Ikitsuki: dopo tre mesi di continui spostamenti, si apprestò a salpare per Noscima, ma alla fine venne pregato da una donna giapponese cristiana di convertire il marito. Questi però, alla sua vista, corse ad avvertire le autorità locali, che lo fecero arrestare il 24 aprile 1622 nell'isola di Ukū, appartenente all'arcipelago delle Isole Gotō. 
Camillo Costanzo fu allora portato nell'isola di Ichinoscima in attesa della condanna, che fu la morte sul rogo: riportato a Firando il 15 settembre 1622, il missionario venne legato ad un palo posto sulla spiaggia di Tabira ed arso vivo. Continuò a predicare per tutto il tempo del supplizio, spirando dopo aver cantato il Gloria Patri e aver ripetuto per cinque volte la parola Sanctus, con gli occhi rivolti al cielo. Morì così all'età di 50 anni, dei quali 30 li aveva spesi nella Compagnia e 17 nella missione in Giappone.
È stato definito il Matteo Ricci del Giappone.

## Eredità
A causa del suo martirio per la fede, Camillo Costanzo è stato beatificato da papa Pio IX a Roma il 17 luglio 1867, insieme ad altri 204 martiri. 
A Hirado, il 25 marzo 1990, sulla spiaggia di Tabira è stato inaugurato il monumento al beato Camillo Costanzo, luogo di pellegrinaggio da parte di milioni di giapponesi, mentre la sua casa natale è ancora oggi conservata nella frazione di Bovalino Superiore. Oggigiorno molti fedeli, specialmente nel suo paese natio, stanno iniziando a tenere congressi e attività a lui dedicati, sperando nella sua canonizzazione.

### Fonti primarie
- D. Bartoli, Dell'Historia della Compagnia di Gesù: il Giappone, II, Roma 1660; XIII, Torino 1825.
- Domenico Martire Cosentino, Calabria sacra e profana (Camillo Costanzo e Francesco da Bovalino), Editore Davide Migliaccio, 1876.
- Giuseppe Antonio Patrignani, Menologio di pie memorie d'alcuni religiosi della Compagnia di Gesù, III, Venezia 1730.

### Fonti secondarie
- Antonio Ardore, Bovalino. Un borgo da salvare, AGE, Ardore 2002.
- Stefano De Fiores, Il beato Camillo Costanzo di Bovalino, Qualecultura, Vibo Valentia, 2000.
- P. Humbertclaude, Myōtei Mondō in Monumenta Nipponica, I (1938).